# Campeonato Sub-20 de la Concacaf
El Campeonato Sub-20 de la Concacaf es un torneo donde compiten las selecciones sub-20 de cada país del área de Norteamérica, Centroamérica y las Antillas de América a fin de conseguir un número reglamentado de plazas hacia la Copa Mundial de Fútbol Sub-20.
La Concacaf realiza este torneo desde 1962 y en esa ocasión le otorgaron una plaza única, desde entonces, las plazas se han incrementado, y en el recién pasado torneo Concacaf dispuso de 4 plazas para el Mundial Sub-20.
Usualmente llegan los equipos a una última ronda y para conseguir a los clasificados, las áreas de Centroamérica y las Antillas de América compiten previamente para obtener, en el caso de Centroamérica 4 plazas y en el caso de las Antillas 5 plazas; Norteamérica ya está clasificado con sus tres naciones a la ronda final.
El país que más campeonatos ganados tiene es México con un total de 14 títulos.

## Resultados

### Torneo Juvenil de la Concacaf
| Año           | Sede      |  | Campeón     | Subcampeón |  | Tercer lugar          | Cuarto lugar          |
| 1962 Detalles | Panamá    |  | México      | Guatemala  |  | Antillas Neerlandesas | Costa Rica            |
| 1964 Detalles | Guatemala |  | El Salvador | Honduras   |  | Guatemala             | Antillas Neerlandesas |
| 1970 Detalles | Cuba      |  | México      | Cuba       |  | Jamaica               | El Salvador           |
| 1973 Detalles | México    |  | México      | Guatemala  |  | Cuba                  | Canadá                |

### Torneo Sub-20 de la Concacaf
| Año           | Sede              |  | Campeón    | Subcampeón        |  | Tercer lugar      | Cuarto lugar   |
| 1974 Detalles | Canadá            |  | México     | Cuba              |  | Trinidad y Tobago | Canadá         |
| 1976 Detalles | Puerto Rico       |  | México     | Honduras          |  | Estados Unidos    | Guatemala      |
| 1978 Detalles | Honduras          |  | México     | Canadá            |  | Honduras          | Costa Rica     |
| 1980 Detalles | Estados Unidos    |  | México     | Estados Unidos    |  | Honduras          | Canadá         |
| 1982 Detalles | Guatemala         |  | Honduras   | Estados Unidos    |  | Costa Rica        | Guatemala      |
| 1984 Detalles | Trinidad y Tobago |  | México     | Canadá            |  | El Salvador       | Estados Unidos |
| 1986 Detalles | Trinidad y Tobago |  | Canadá     | Estados Unidos    |  | Trinidad y Tobago | Cuba           |
| 1988 Detalles | Guatemala         |  | Costa Rica | México            |  | Estados Unidos    | Cuba           |
| 1990 Detalles | Guatemala         |  | México     | Trinidad y Tobago |  | Estados Unidos    | Guatemala      |
| 1992 Detalles | Canadá            |  | México     | Estados Unidos    |  | Canadá            | Honduras       |
| 1994 Detalles | Honduras          |  | Honduras   | Costa Rica        |  | Canadá            | El Salvador    |
| 1996 Detalles | México            |  | Canadá     | México            |  | Estados Unidos    | Costa Rica     |

### Torneo Clasificatorio Sub-20
El formato del torneo cambió entre 1998 y 2007. En los cinco torneos, los mejores ocho equipos de la región fueron divididos en dos grupos de cuatro, siendo cada grupo organizado por un país. Los dos mejores de cada zona clasificaron a la Copa Mundial de Fútbol Sub-20, sin que se llegara a una ronda por el título, por lo que no había un campeón oficial, sólo clasificados al Mundial Sub-20.
| Año          |  | Sede Grupo A | Clasificado 1  | Clasificado 2 |  | Sede Grupo B      | Clasificado 1 | Clasificado 2  |
| 1998 Detalle |  | Guatemala    | Costa Rica     | Honduras      |  | Trinidad y Tobago | México        | Estados Unidos |
| 2001 Detalle |  | Canadá       | Costa Rica     | Canadá        |  | Trinidad y Tobago | Jamaica       | Estados Unidos |
| 2003 Detalle |  | Panamá       | Panamá         | Canadá        |  | Estados Unidos    | México        | Estados Unidos |
| 2005 Detalle |  | Honduras     | Honduras       | Canadá        |  | Estados Unidos    | Panamá        | Estados Unidos |
| 2007 Detalle |  | Panamá       | Estados Unidos | Panamá        |  | México            | México        | Costa Rica     |

### Campeonato Sub-20
Comenzando desde el torneo clasificatorio para la Copa Mundial de Fútbol Sub-20, la Concacaf regresó a la disputa de un campeonato, con los cuatro semifinalistas como clasificados al Mundial.
| Año          | Sede              |                | Campeón         | Resultado            | Subcampeón     |                 | Tercer lugar      | Resultado | Cuarto lugar |
| 2009 Detalle | Trinidad y Tobago | Costa Rica     | 3:0             | Estados Unidos       | Honduras       | 2:1             | Trinidad y Tobago |           |              |
| 2011 Detalle | Guatemala         | México         | 3:1             | Costa Rica           | Guatemala      | 0:0 (7:6) (pen) | Panamá            |           |              |
| 2013 Detalle | México            | México         | 3:1             | Estados Unidos       | El Salvador    | 1:0             | Cuba              |           |              |
| 2015 Detalle | Jamaica           | México         | 1:1 (4:2) (pen) | Panamá               | Estados Unidos |                 | Honduras          |           |              |
| 2017 Detalle | Costa Rica        | Estados Unidos | 0:0 (5:3) (pen) | Honduras             | México         |                 | Costa Rica        |           |              |
| 2018 Detalle | Estados Unidos    | Estados Unidos | 2:0             | México               | Panamá         |                 | Honduras          |           |              |
| 2022 Detalle | Honduras          | Estados Unidos | 6:0             | República Dominicana | Honduras       |                 | Guatemala         |           |              |
| 2024 Detalle | México            | México         | 2:1             | Estados Unidos       | Panamá         |                 | Cuba              |           |              |

## Anfitrión por país
- Actualizado a México 2024.

| País              | Sedes |
| ----------------- | ----- |
| Guatemala         | 6     |
| Trinidad y Tobago | 5     |
| México            | 5     |
| Honduras          | 4     |
| Estados Unidos    | 4     |
| Panamá            | 3     |
| Canadá            | 3     |
| Cuba              | 1     |
| Costa Rica        | 1     |
| Puerto Rico       | 1     |
| Jamaica           | 1     |

## Palmarés
| Equipo                | Campeón                                                                                 | Subcampeón                                   | Tercer lugar                     | Cuarto lugar               |
| --------------------- | --------------------------------------------------------------------------------------- | -------------------------------------------- | -------------------------------- | -------------------------- |
| México                | 14 (1962, 1970, 1973, 1974, 1976, 1978, 1980, 1984, 1990, 1992, 2011, 2013, 2015, 2024) | 3 (1988, 1996, 2018)                         | 1 (2017)                         |                            |
| Estados Unidos        | 3 (2017, 2018, 2022)                                                                    | 7 (1980, 1982, 1986, 1992, 2009, 2013, 2024) | 5 (1976, 1988, 1990, 1996, 2015) | 1 (1984)                   |
| Honduras              | 2 (1982, 1994)                                                                          | 3 (1964, 1976, 2017)                         | 4 (1978, 1980, 2009, 2022)       | 3 (1992, 2015, 2018)       |
| Canadá                | 2 (1986, 1996)                                                                          | 2 (1978, 1984)                               | 2 (1992, 1994)                   | 3 (1973, 1974, 1980)       |
| Costa Rica            | 2 (1988, 2009)                                                                          | 2 (1994, 2011)                               | 1 (1982)                         | 4 (1962, 1978, 1996, 2017) |
| El Salvador           | 1 (1964)                                                                                |                                              | 2 (1984, 2013)                   | 2 (1970, 1994)             |
| Guatemala             |                                                                                         | 2 (1962, 1973)                               | 2 (1964, 2011)                   | 4 (1976, 1982, 1990, 2022) |
| Cuba                  |                                                                                         | 2 (1970, 1974)                               | 1 (1973)                         | 4 (1986, 1988, 2013, 2024) |
| Trinidad y Tobago     |                                                                                         | 1 (1990)                                     | 2 (1986, 1974)                   | 1 (2009)                   |
| Panamá                |                                                                                         | 1 (2015)                                     | 2 (2018, 2024)                   | 1 (2011)                   |
| República Dominicana  |                                                                                         | 1 (2022)                                     |                                  |                            |
| Antillas Neerlandesas |                                                                                         |                                              | 1 (1962)                         | 1 (1964)                   |
| Jamaica               |                                                                                         |                                              | 1 (1970)                         |                            |

## Estadísticas
La siguiente tabla presenta un resumen estadístico de la participación de los diferentes seleccionados nacionales masculinos sub-20 entre 1962 y 2024. 
|      | Equipo                 | Part. | Resultados | Resultados | Resultados | Resultados | Resultados | Resultados | Resultados | Resultados | Resultados | Participación | Participación | Participación | Participación | Participación | Participación | Participación | Participación | Participación | Participación | Participación | Participación | Participación | Participación | Participación | Participación | Participación | Participación | Participación | Participación | Participación | Participación | Participación | Participación | Participación | Participación | Participación | Participación | Participación |
| Pts. | Equipo                 | Part. | PJ         | PG         | PE         | PP         | GF         | GC         | Dif.       | Rnd.       | 62         | 64            | 70            | 73            | 74            | 76            | 78            | 80            | 82            | 84            | 86            | 88            | 90            | 92            | 94            | 96            | 98            | 01            | 03            | 05            | 07            | 09            | 11            | 13            | 15            | 17            | 18            | 22            | 24            |               |
| ---- | ---------------------- | ----- | ---------- | ---------- | ---------- | ---------- | ---------- | ---------- | ---------- | ---------- | ---------- | ------------- | ------------- | ------------- | ------------- | ------------- | ------------- | ------------- | ------------- | ------------- | ------------- | ------------- | ------------- | ------------- | ------------- | ------------- | ------------- | ------------- | ------------- | ------------- | ------------- | ------------- | ------------- | ------------- | ------------- | ------------- | ------------- | ------------- | ------------- | ------------- |
| 1º   | México                 | 28    | 259        | 134        | 98         | 23         | 13         | 366        | 77         | +289       | 79,44%     |               | 5°            |               |               |               |               |               |               |               |               | 5°            |               |               |               | 6°            |               | 1°            | 5°            | 2°            | 6°            | 2°            | 8°            |               |               |               |               |               | 5°            |               |
| 2º   | Estados Unidos         | 26    | 225        | 128        | 80         | 20         | 28         | 291        | 101        | +190       | 70,97%     |               | 7°            |               |               | 5°            |               | 6°            |               |               | 4°            |               |               |               |               | 5°            |               | 2°            | 2°            | 4°            | 1°            | 1°            | 2°            | 5°            |               |               |               |               |               |               |
| 3º   | Honduras               | 21    | 173        | 101        | 65         | 15         | 21         | 208        | 91         | +117       | 68,92%     | 6°            |               |               |               |               |               |               |               |               | 5°            |               |               | 6°            | 4°            |               | 7°            | 4°            | 8°            |               | 3°            |               |               | 6°            |               | 4°            |               | 4°            |               | 5°            |
| 4º   | Costa Rica             | 22    | 153        | 94         | 53         | 17         | 24         | 202        | 94         | +108       | 64,55%     | 4°            |               |               |               | 7°            |               | 4°            | 13°           |               | 7°            |               |               | 6°            | 5°            |               | 4°            | 3°            | 1°            |               | 5°            | 3°            |               |               | 7°            |               | 4°            | 5°            | 6°            | 7°            |
| 5º   | Canadá                 | 24    | 137        | 99         | 48         | 19         | 32         | 183        | 108        | +75        | 56,84%     |               |               |               | 4°            | 4°            | 5°            |               | 4°            | 5°            |               |               | 6°            | 5°            |               |               |               | 6°            | 3°            | 3°            | 2°            |               | 5°            | 7°            | 6°            | 9°            | 9°            |               | 11°           | 6°            |
| 6º   | El Salvador            | 19    | 94         | 83         | 32         | 15         | 36         | 127        | 121        | +6         | 45,41%     | 8°            |               | 4°            |               |               | 14°           | 5°            | 9°            | 6°            |               |               |               | 10°           |               | 4°            | 10°           |               |               | 7°            |               |               | 7°            |               |               | 6°            | 6°            | 6°            | 9°            | 9°            |
| 7º   | Panamá                 | 13    | 90         | 48         | 28         | 9          | 11         | 84         | 49         | +34        | 66,66%     | 5°            | 9°            |               |               |               |               |               |               |               | 9°            |               |               |               |               |               |               |               |               | 1°            | 4°            | 4°            |               | 4°            | 5°            |               | 5°            |               | 6°            |               |
| 8º   | Guatemala              | 20    | 85         | 87         | 29         | 18         | 40         | 98         | 128        | -30        | 40,47%     |               |               |               |               | 8°            | 4°            |               | 7°            | 4°            | 13°           |               | 8°            | 4°            |               | 10°           | 6°            | 5°            | 7°            | 8°            |               | 6°            |               |               |               | 5°            |               |               | 4°            | 8°            |
| 9º   | Trinidad y Tobago      | 20    | 73         | 81         | 22         | 23         | 36         | 100        | 142        | -42        | 37,24%     |               |               |               |               |               | 6°            | 7°            | 12°           | 8°            | 6°            |               | 5°            |               | 8°            | 8°            | 8°            | 8°            | 6°            |               | 8°            |               | 4°            | 9°            |               | 7°            | 7°            |               | 13°           |               |
| 10º  | Cuba                   | 14    | 57         | 58         | 21         | 12         | 25         | 59         | 77         | -18        | 41,60%     |               |               |               |               |               |               |               | 8°            |               | 12°           | 4°            | 4°            |               | 6°            |               |               |               |               | 6°            |               |               |               | 8°            | 4°            | 8°            |               |               | 10°           | 4°            |
| 11º  | Jamaica                | 21    | 50         | 70         | 14         | 16         | 40         | 62         | 127        | -65        | 27,93%     |               | 6°            |               |               | 8°            | 9°            |               | 10°           | 7°            |               | 10°           | 9°            |               | 6°            | 9°            | 5°            | 7°            | 4°            |               | 7°            | 8°            | 6°            | 10°           | 8°            | 11°           |               |               | 8°            | 12°           |
| 12º  | Antillas Neerlandesas  | 11    | 26         | 41         | 10         | 6          | 25         | 36         | 97         | -61        | 30,58%     |               | 4°            |               | 6°            |               | 13°           | 9°            | 15°           | 10°           | 14°           |               | 10°           |               | 11°           |               | 9°            |               |               |               |               |               |               |               |               |               |               |               |               |               |
| 13º  | Haití                  | 10    | 23         | 31         | 6          | 7          | 18         | 41         | 67         | -26        | 28,39%     | 9°            |               |               |               |               |               | 8°            |               |               | 10°           |               |               |               |               |               |               |               |               | 5°            |               | 5°            |               |               | 9°            | 10°           | 8°            |               | 12°           | 11°           |
| 14º  | Bermudas               | 12    | 21         | 38         | 8          | 5          | 25         | 49         | 87         | -38        | 26,58%     |               |               | 5°            |               | 6°            | 15°           | 10°           | 6°            | 9°            | 11°           | 7°            | 7°            | 9°            | 9°            |               |               |               |               |               |               |               |               |               |               |               | 10°           |               |               |               |
| 15º  | República Dominicana   | 6     | 11         | 19         | 5          | 1          | 13         | 18         | 72         | -54        | 19,29%     |               |               |               |               | 11°           | 7°            | 13°           | 14°           |               |               |               |               |               |               |               |               |               |               |               |               |               |               |               |               |               |               |               |               | 10°           |
| 16º  | Surinam                | 6     | 10         | 17         | 5          | 0          | 12         | 20         | 41         | -21        | 25,64%     |               |               |               |               |               | 9°            |               | 11°           |               |               | 6°            |               | 8°            |               |               |               |               |               |               |               |               |               | 12°           |               |               |               |               | 19°           |               |
| 17º  | Nicaragua              | 10    | 10         | 29         | 2          | 6          | 21         | 16         | 95         | -79        | 15,15%     | 7°            | 8°            |               | 5°            | 10°           | 8°            |               |               | 12°           |               |               |               |               |               |               | 12°           |               |               |               |               |               |               |               | 11°           |               |               |               | 15°           |               |
| 18º  | Guyana                 | 2     | 4          | 9          | 2          | 0          | 7          | 6          | 20         | -14        | 19,04%     |               |               |               |               |               |               |               |               |               | 8°            |               |               |               |               | 11°           |               |               |               |               |               |               |               |               |               |               |               |               |               |               |
| 19º  | Antigua y Barbuda      | 3     | 4          | 14         | 1          | 2          | 11         | 8          | 40         | -32        | 11,76%     |               |               |               |               |               |               |               |               |               |               | 8°            |               |               |               |               |               |               |               |               |               |               |               |               |               |               | 11°           |               | 17°           |               |
| 20º  | Martinica              | 2     | 3          | 6          | 1          | 0          | 5          | 6          | 18         | -12        | 16,66%     |               |               |               |               |               |               |               |               |               |               |               |               |               |               | 7°            | 11°           |               |               |               |               |               |               |               |               |               |               |               |               |               |
| 21º  | Barbados               | 5     | 3          | 16         | 1          | 1          | 14         | 14         | 46         | -32        | 9,37%      |               |               |               |               |               | 11°           |               | 17°           |               | 15°           | 9°            |               | 11°           |               |               |               |               |               |               |               |               |               |               |               |               |               |               |               |               |
| 22º  | Puerto Rico            | 8     | 2          | 17         | 1          | 0          | 16         | 5          | 85         | -80        | 5,40%      |               |               |               |               | 12°           | 12°           | 10°           | Ds            | 11°           | 16°           |               |               |               |               |               |               |               |               |               |               |               |               |               | 12°           |               |               |               | 16°           |               |
| 23º  | Granada                | 3     | 1          | 8          | 0          | 1          | 7          | 5          | 32         | -27        | 6,25%      |               |               |               |               |               |               | 12°           | 16°           |               |               |               |               | 12°           |               |               |               |               |               |               |               |               |               |               |               |               |               |               |               |               |
| 24º  | Aruba                  | 2     | 1          | 8          | 0          | 1          | 7          | 3          | 30         | -27        | 4,16%      |               |               |               |               |               |               |               |               |               |               |               |               |               |               |               |               |               |               |               |               |               |               |               | 12°           |               |               |               | 18°           |               |
| 25º  | San Cristóbal y Nieves | 3     | 1          | 9          | 0          | 1          | 8          | 5          | 39         | -34        | 3,70%      |               |               |               |               |               |               |               |               |               |               |               |               |               |               |               |               |               |               |               |               | 7°            |               |               |               |               | 12°           |               | 20°           |               |
| 26º  | Curazao                | 2     | 0          | 3          | 0          | 0          | 3          | 2          | 9          | -7         | 0%         |               |               |               |               |               |               |               |               |               |               |               |               |               |               |               |               |               |               |               |               |               |               |               | 10°           |               |               |               | 14°           |               |
| 27º  | Guadalupe              | 2     | 0          | 4          | 0          | 0          | 4          | 3          | 12         | -8         | 0%         |               |               |               |               |               |               |               |               |               |               |               |               |               | 10°           |               |               |               |               |               |               |               |               | 11°           |               |               |               |               |               |               |
| 28º  | Belice                 | 1     | 0          | 3          | 0          | 0          | 3          | 3          | 17         | -14        | 0%         |               |               |               |               |               |               |               |               |               |               |               |               |               |               | 12°           |               |               |               |               |               |               |               |               |               |               |               |               |               |               |

- "Ds" - El país participó en esa edición, pero quedó descalificado.
- Entre las ediciones de 1998 - 2007 el torneo se desarrolló en diferentes sedes por dos grupos, no hubo ganador como tal. Pero por los números obtenidos por cada selección se obtuvo su lugar en dicho torneo.

## Clasificación a la Copa Mundial sub-20 por país
| País                 | N.º | Mundiales                                                                                                  |
| -------------------- | --- | --- |
| Estados Unidos       | 18  | 1981, 1983, 1987, 1989, 1993, 1997, 1999, 2001, 2003, 2005, 2007, 2009, 2013, 2015, 2017, 2019, 2023, 2025 |
| México               | 17  | 1977, 1979, 1981, 1983, 1985, 1991, 1993, 1997, 1999, 2003, 2007, 2011, 2013, 2015, 2017, 2019, 2025       |
| Costa Rica           | 9   | 1989, 1995, 1997, 1999, 2001, 2007, 2009, 2011, 2017                                                       |
| Honduras             | 9   | 1977, 1995, 1999, 2005, 2009, 2015, 2017, 2019, 2023                                                       |
| Canadá               | 8   | 1979, 1985, 1987, 1997, 2001, 2003, 2005, 2007                                                             |
| Panamá               | 7   | 2003, 2005, 2007, 2011, 2015, 2019, 2025                                                                   |
| Trinidad y Tobago    | 2   | 1991, 2009                                                                                                 |
| Guatemala            | 2   | 2011, 2023                                                                                                 |
| Cuba                 | 2   | 2013, 2025                                                                                                 |
| República Dominicana | 1   | 2023 |
| El Salvador          | 1   | 2013 |
| Jamaica              | 1   | 2001 |